# Museo nacional de Burundi
El Museo nacional de Burundi o Museo nacional de Guitega (en francés: Musée National de Gitega) se localiza en la localidad de Guitega, un sitio no muy lejano de la capital del país africano de Burundi. El Museo Nacional fue establecido en 1955 y alberga algunas de las mejores informaciones de archivo sobre la historia del país. Posee fotografías de las monarquías de Burundi e información acerca de las luchas contemporáneas con los conflictos étnicos y genocidios. Su parte exterior no es muy impresionante y la estética no es grande en general, pero el contenido es valioso.